# Cantonul Mézel
Cantonul Mézel este un canton din arondismentul Digne-les-Bains, departamentul Alpes-de-Haute-Provence, regiunea Provence-Alpes-Côte d'Azur, Franța.

## Comune
- Beynes
- Bras-d'Asse
- Châteauredon
- Estoublon
- Majastres
- Mézel (reședință)
- Saint-Jeannet
- Saint-Julien-d'Asse